# جاك أولسون
جاك أولسون هو سياسي أسترالي، ولد في 10 أكتوبر 1916، وتوفي في 13 نوفمبر 2008. نشط حزبياً في حزب العمال الأسترالي (فرع جنوب أستراليا) ‏. في 1973 Semaphore state by-election ‏، انتخب عضو المجلس النيابي لجنوب أستراليا ‏ عن دائرة Electoral district of Semaphore ‏ وقد انضم خلال فترته النيابية (2 يونيو 1973 – 14 سبتمبر 1979) للكتلة البرلمانية حزب العمال الأسترالي (فرع جنوب أستراليا) ‏.